# Meloun

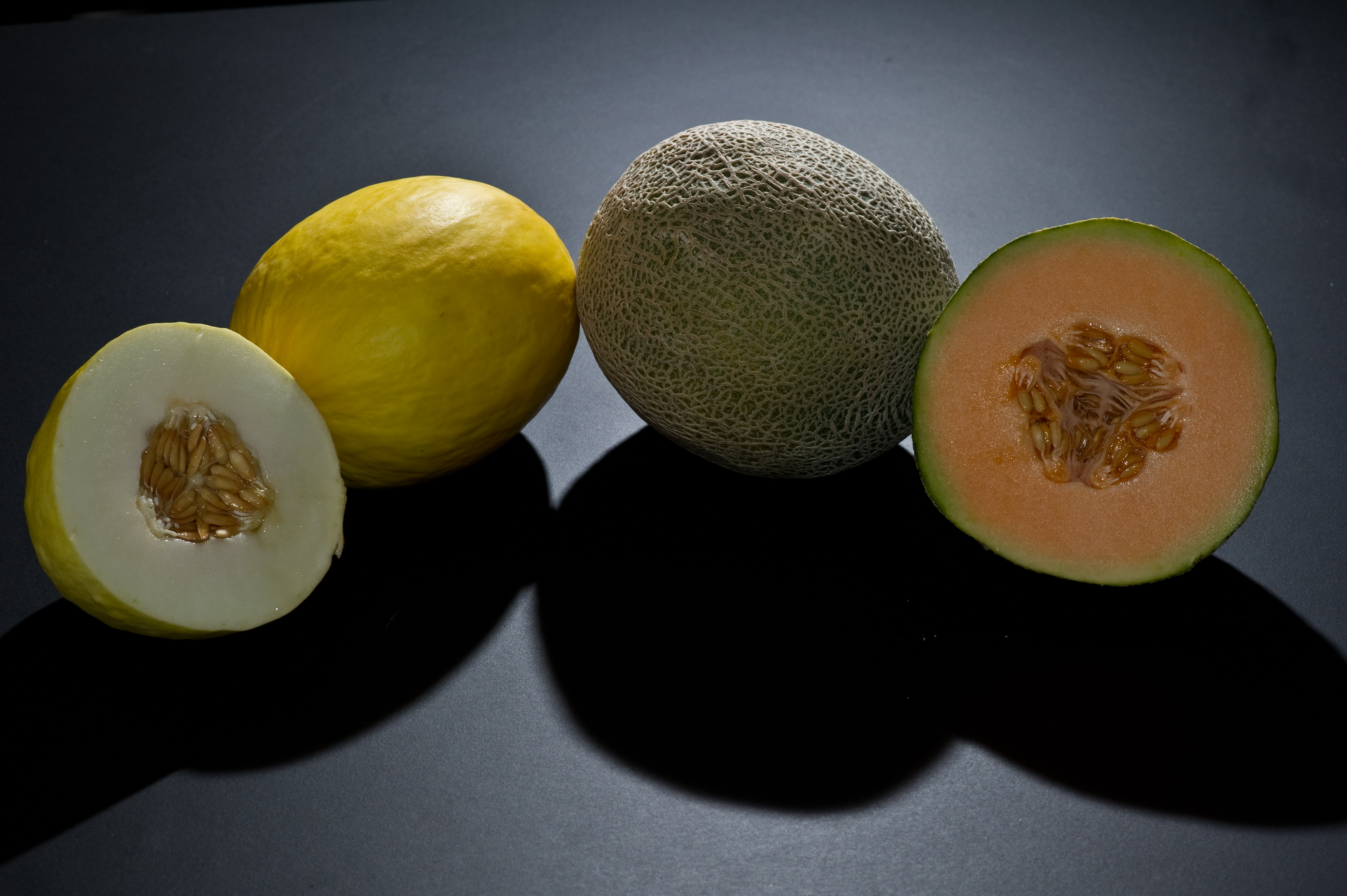
Dva kultivary melounu cukrového – kantalup a kanárský meloun

Meloun (slovo pochází z řečtiny a znamená „zralé jablko“) je druh plodové zeleniny patřící do čeledi tykvovitých, běžně ale bývají plody se sladkou dužinou řazeny mezi ovoce. Z botanického hlediska je meloun bobule. Na světě se pěstuje mnoho druhů melounů, jež mají různou barvu i tvar.
Melouny se dělí na dvě hlavní skupiny, a to vodní meloun (botanicky lubenice obecná, Citrullus lanatus) a cukrový meloun (botanicky meloun cukrový, Cucumis melo). Meloun cukrový se řadí do rodu Cucumis společně s okurkou setou (Cucumis sativus).
Meloun je složen z povrchové části, která chrání měkkou vodnatou dužninu uvnitř plodu. U vodních melounů je velká část vnitřního tělesa tvořená vodou a může dosahovat 90 až 93 %. Jedná se poměrně o nízkokalorickou potravinu, která obsahuje od 15 do 30 kcal/100 g a vydatné zdroje kyseliny listové, jablečné a citronové. Mimo organických látek obsahují také značné minerální složky jako například železo, či vápník. Nejznámější meloun v Česku je vodní meloun s typicky červenou dužninou, ve které se nachází značné množství semínek.

## Pěstování

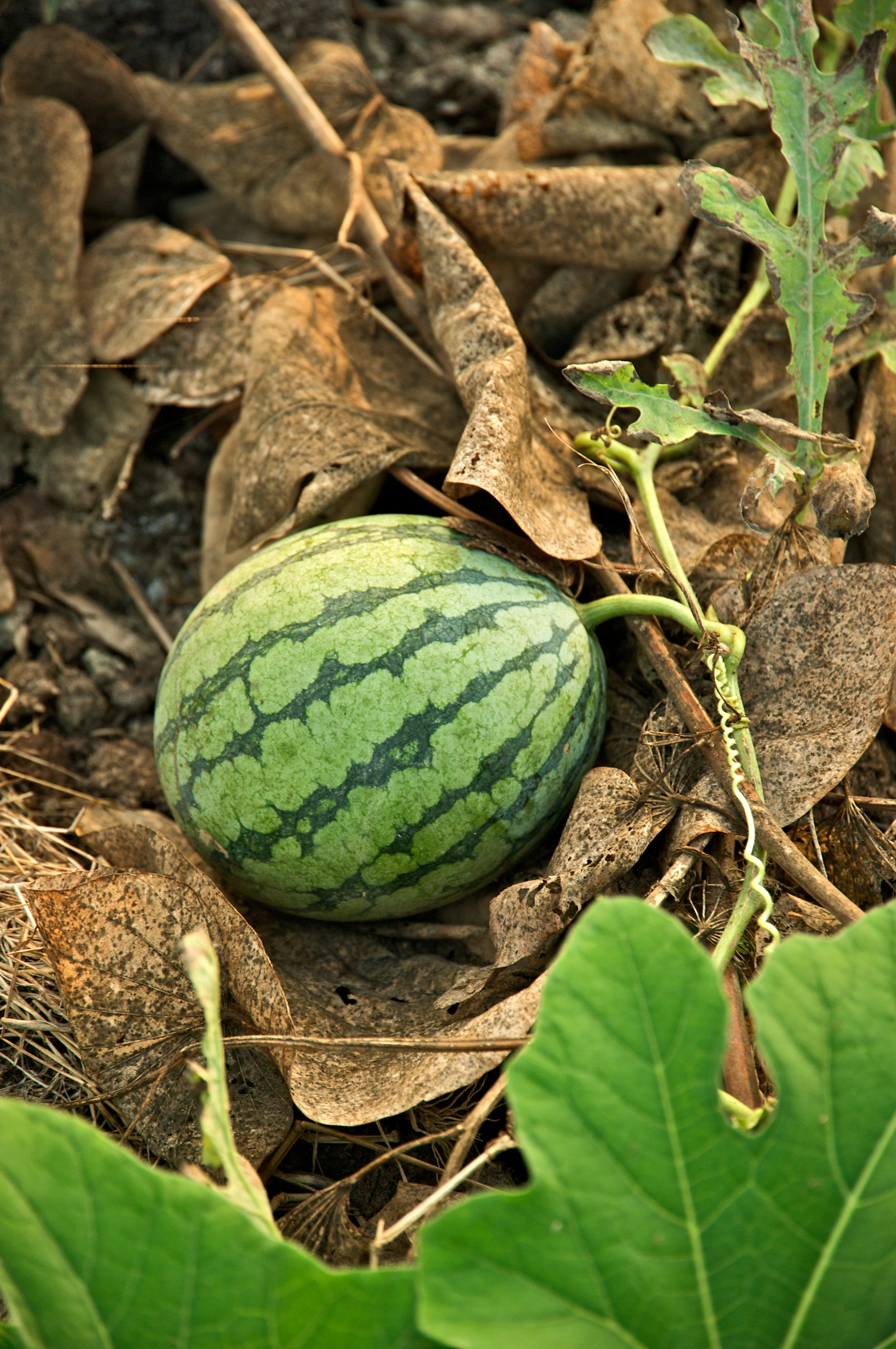
Rostoucí vodní meloun

Melouny se pěstují převážně v teplejším klimatu po celém světě. Na vyšší teploty je náchylná rostlina převážně v době klíčení. Po vyklíčení se objevuje malá rostlinka. Samotný meloun vzniká z květu po opylení. K mateřské rostlině je přichycen silným stonkem.
Melouny lze úspěšně pěstovat i na území Česka v teplejších oblastech převážně vinařských oblastí. Vodní melouny jsou náročné na teplo, nesnáší kolísání teplot, přílišné a dlouhé srážky a silné větry. Pro jeho pěstování jsou vhodné převážně humózní půdy, které jsou velmi dobře zásobené živinami. Podobně i cukrový meloun je potřeba pěstovat na jižních svazích v kukuřičných oblastech Moravy, které jsou chráněny před větry. Má proto zastoupení v moravské kuchyni. Samozřejmostí je pěstování v malém v umělých sklenících.
Občas se jako rarita vypěstuje hranatý meloun, který se pěstuje v hranaté nádobě, která mu propůjčí svůj tvar. Takovéto melouny jsou většinou poměrně drahé a jedná se pouze o estetickou změnu, která nemá na chuť vliv.
V současnosti jsou melouny pěstovány na celém světě v příhodných klimatických podmínkách. V Evropě mezi výrazné producenty patří Itálie, Řecko, Španělsko, Kypr a také Izrael (který ale neleží v Evropě).

## Historie

### Původní výskyt
Dnes se předpokládá, že původně rostl v oblastech subtropické Afriky, odkud byl následně rozšířen do Asie. Veliká variabilita druhů v Asii však vedla dlouho k názoru, že krajinou původu byla právě Asie, ale tato verze není již dnes plně podporována. Jeho přímé archeologické doložení ve starověkých kulturách je výjimečné, např. ze starověkého Egypta je znám vodní meloun pouze z jednoho ojedinělého nálezu v rakvi z doby Nové říše. Jeho rozšíření do oblastí Středomoří proběhlo někdy kolem 6. století, které postupovalo s postupem islámu, jenž ho doporučoval jako postní jídlo. V 15. století se právě společně s misionáři dostává z Arménie poprvé do západní Evropy. Jejich pěstování bylo soustředěno v papežském hradě Cantalupe, které dalo i těmto plodům jméno, když se někdy používá název kantalupy. Oproti tomu se předpokládá, že ve východní Evropě byly cukrové melouny pěstovány již někdy ve 4. až 2. století př. n. l.

### Pěstování
Pěstování melounů má mnohatisíciletou tradici, když byly pěstovány již přibližně před čtyřmi tisíci lety Peršany, kteří pak dále rozšířili přes východní Indii melouny dále do Evropy. Dobové důkazy o jejich pěstování ve Středomoří se dochovaly i na nástěnných malbách v pohřbeném městě Pompeje, které bylo zasypáno sopečnou erupcí. Následná válečná tažení a obchodní cesty rozšiřovaly pěstování melounů dále po Evropě až se dostaly cukrové melouny roku 1495 do Francie.

## Druhy melounů
Existují dva hlavní druhy melounů, vodní meloun (lubenice obecná) a meloun cukrový.

### Vodní meloun

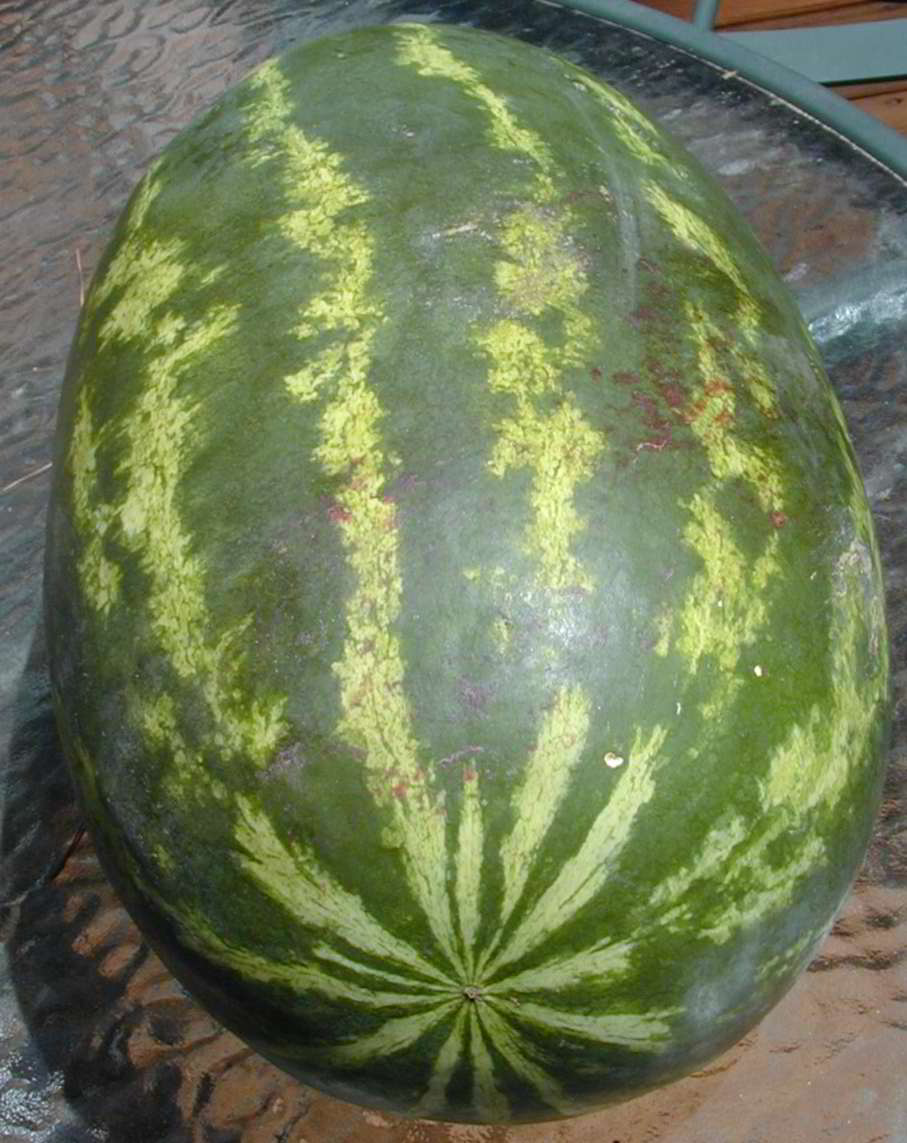
Vodní meloun

Vodní meloun (správně nazýván lubenice obecná) je druh, který je tvořen načervenalou vodnatou dužninou (pokud je meloun zralý) a zelenou kůrkou. Ve vnitřku dužniny se nachází rovnoměrně rozmístěná semena. Vodní meloun obsahuje v průměru 91 % vody, což se stává vítaným zavodňujícím zdrojem pro organismus. Původem pocházejí z oblastí Afriky, kde je do dneška hojně pěstován. Mohou dosahovat hmotnosti až okolo 15 kg, ale uvádí se, že nejlepší plody ke konzumaci mají hmotnost okolo 2 kg.
Nejtěžší známý meloun na světě vážil 159 kg, melouny okolo 100 kg nejsou výjimkou.
Vodní melouny jsou tvořeny vyjma vody dále cukrem v podobě fruktózy, bohaté zdroje vitamínu C.
Povrch vodního melounu má typicky zelenou barvu se světlými a tmavými pruhy v závislosti na odrůdě. Vnitřní dužnina je pak sytě červená až rudá, ale je možné zakoupit odrůdy i se žlutým vnitřkem.

### Meloun cukrový

Cukrový meloun

Zvaný též honeydew je druh melounu s typicky žlutou dužinou a zelenou kůrou, který je často konzumován společně s parmskou šunkou, lososem a nebo se sladkým vínem. Od melounu vodního se liší jak chutí a barvou, tak i vzhledem rostliny, které má výrazně zakulatěnější listy a menší plody. Plody obsahují průměrně 6–8 % cukru (převážně sacharózy). Jedná se o jednoletou poléhavou rostlinu, která dorůstá až 150 cm. Jedná se o teplomilnou rostlinu, kterou zničí již první mrazy a pokud dojde k poklesu pod 10 °C rostlina zastavuje asimilaci živin. Vznikají dva páry květů — samčí a samičí v poměru 1:20 až 30. Po odkvetení vzniká plod, který může mít různou velikost a tvar v závislosti na druhu a dlouhý až 1 metr. Povrch plodu má pak korkovitě síťovaný vzor s hrbolky připomínající bradavice, ale může být také zcela hladký.

#### Kultivary cukrového melounu
- Ogen: Malý kulatý hybrid, vyšlechtěný v Izraeli, odkud pochází i jeho jméno.
- Charentais: Meloun s oranžovou sladkou a vonnou dužinou. Barva slupky je zelenobílá.
- Kantalup: Meloun pocházející z Asie. Má sladkou dužinu a voní jako ananas. Slupka je podobná druhu Gallia.
- Honeydew: Meloun s jemnou chutí a světle zelenou dužinu. Barva slupky žlutá.
- Gallia: Meloun pocházející z Asie. Je nezaměnitelný svojí slupkou, která je rozpraskaná jako kůra stromu. Barva slupky se při zrání mění od zelené do zlatožluté.

#### Původce infekce
V létě 2011 se řezy cukrového melounu staly původcem listeriózy ve Spojených státech, na kterou k říjnu 2011 zemřelo dvacet tři osob.

## Konzumace

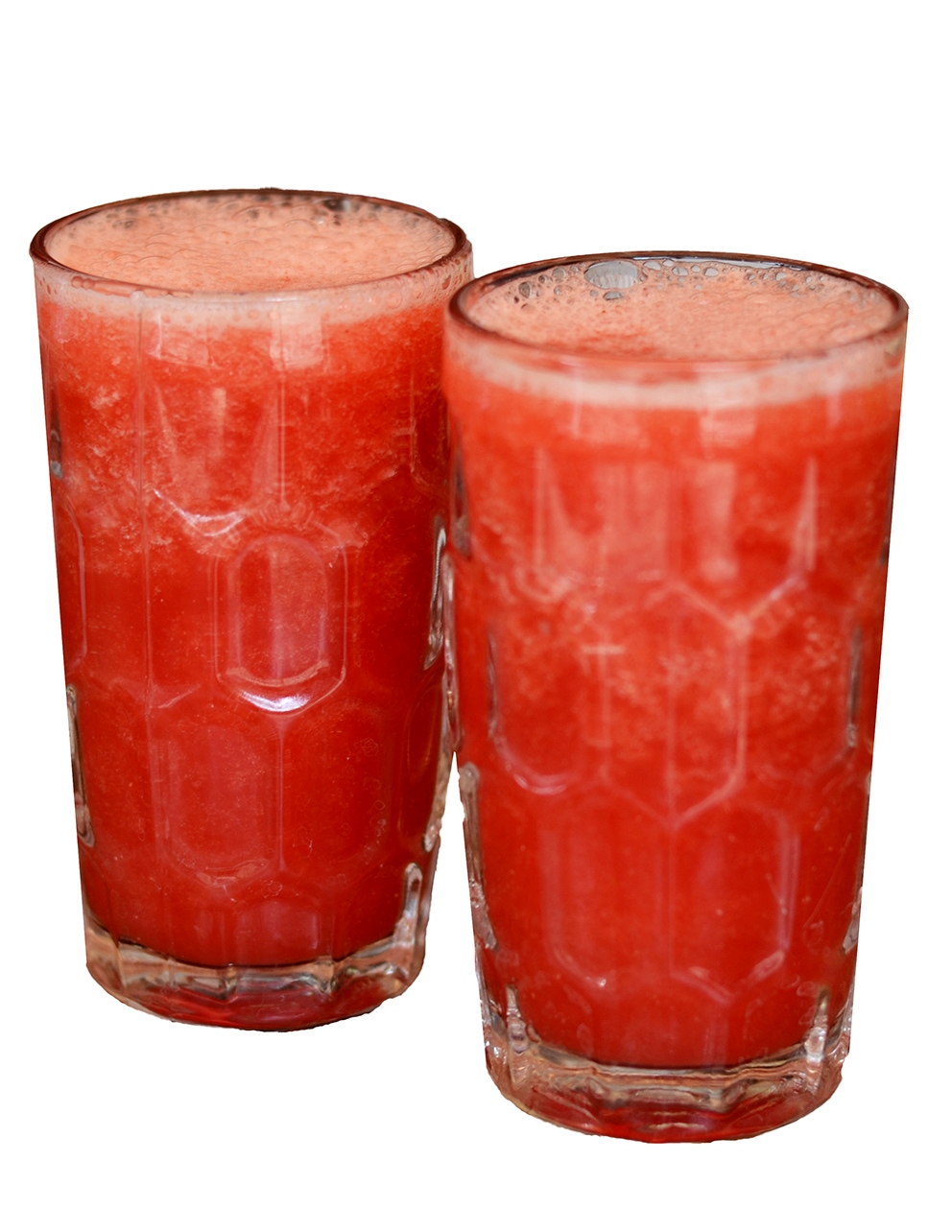
Džus z vodního melounu

Melouny jsou silně močopudné, což se využívá při léčení ledvinových potíží, kdy je potřeba časté vylučování moči jako například u ledvinových kamenů. Plody mají i vysoký podíl vitamínu A, dále pak vitamíny řady B (B1, B2, PP či P), vitamín C a další minerální prvky. Některé další studie ukazují, že melouny mají blahodárný vliv i na stimulaci krevního oběhu, uklidňuje organismus. Jemná vláknina dužniny pak posiluje stěny střev a současně podporují slabě i vylučování stolice, což pozitivně působí proti zácpě. Díky vysokému obsahu vody pomáhá stabilizovat poměr vody a soli v organismu. Díky vysokému obsahu vitamínů, karotenoidů a organických kyselin pak působí antioxidačně. Mezi antioxidanty řadíme z obsažených živin vitamíny A, B2, C, karotenoid lykopen a tripeptid glutathion. Ze zdravotního hlediska se může významně projevit, pokud půda melounů obsahuje zinek, jód, selen a hořčík. Nedoporučuje se při velké konzumaci melounu popíjet vychlazené nápoje a kombinovat jeho konzumaci s mléčnými výrobky.
Melouny se sklízejí na konci léta v červenci nebo v srpnu; a že je plod již zralý, se pozná podle toho, že stopka u plodu pomalu zasychá a při poklepu prsty zní lehce dutě. Pokud zní silně dutě napovídá to, že meloun je již nejspíše přezrálý. Pokud se zralý meloun stiskne v dlaních, vydává vrzavý zvuk.
Plod je možné skladovat v celku několik týdnů, ale během této doby dochází neustále ke zrání plodu, což má za následek změnu jeho chuťových vlastností. Pokud je ale porušena jeho celistvost, dochází k rychlému kažení dužniny. Plísně ale časem prorůstají i do celistvého melounu, a to zejména z části, kterou se na poli dotýkal země. Pokud tedy zjistíme nežádoucí chuťové změny, meloun již nekonzumujeme. Melouny je tedy dobré podkládat na poli plastovou mřížkou nebo slámou, podobně jako podkládáme jahody.

### Konzumace salkoholem
Meloun se využívá i jako dekorační prvek při přípravě míchaných nápojů jak nealkoholických tak i alkoholických, když se jeho plátek umísťuje na okraj skleničky. Zvláštností je příprava alkoholického pokrmu nazvaného „opilý meloun“, kdy se do melounu vytvoří díra a do ní se pomocí trychtýře nalije alkohol (často vodka nebo rum), či se případně do něho láhev zapíchne nebo se použije injekční stříkačka. Odloží se na den do lednice a alkohol se postupně naváže na vodnatou dužninu, která se následně konzumuje.

## Meloun vliteratuře a lidové slovesnosti
- „Nemáš-li na chléb, nekupuj melouny!“ – perské přísloví
- „Kdokoliv sní meloun, musí počítat s osvěžením.“ – perské přísloví (každý musí počítat s důsledky svých činů)
- „Dva melouny si nedáš do jednoho podpaždí“ – balkánské přísloví
- „Do lidí a do melounů nevidíš.“ – italské přísloví
- „Do melounů a do žen nevidíš.“ – arabské nebo italské přísloví